# 아라와크어족
아라와크어족(Arawakan) 또는 마이푸레어족(Maipurean)은 남아메리카 원주민 언어들이 이루는 어족 중 하나로, 약 60개의 언어가 속한다. 남아메리카에서 기원하여 중앙아메리카, 카리브해의 대앤틸리스제도, 오늘날의 바하마 지역까지도 퍼져나갔다. 오늘날 남아메리카의 국가 중 아라와크어족 언어를 사용하는 민족이 없는 나라는 에콰도르, 우루과이, 칠레뿐이다. 아라와크어족은 가설상의 확대 아라와크어족에 속하는 언어들과 같은 계통일 가능성이 있다.
‘마이푸레어족’이라는 이름은 1782년 필리포 질리가 붙인 것으로, 그의 비교언어학 연구의 기초가 되었던 베네수엘라의 마이푸레어에서 따왔다. 한 세기 뒤 마이푸레어족은 보다 문화적으로 중요한 아라와크어의 이름을 따 ‘아라와크어족’이라는 새로운 용어로 불리게 되었다. 이후 북미 학자들은 확대 아라와크어족 가설을 제안하여 ‘아라와크’라는 용어의 의미를 확장시켰고, 이에 따라 ‘마이푸레’는 기존의 아라와크어족을 가리키는 용어로 부활하였다. 자세한 내용은 아라와크 대 마이푸레 문단을 참고하라.

## 분류

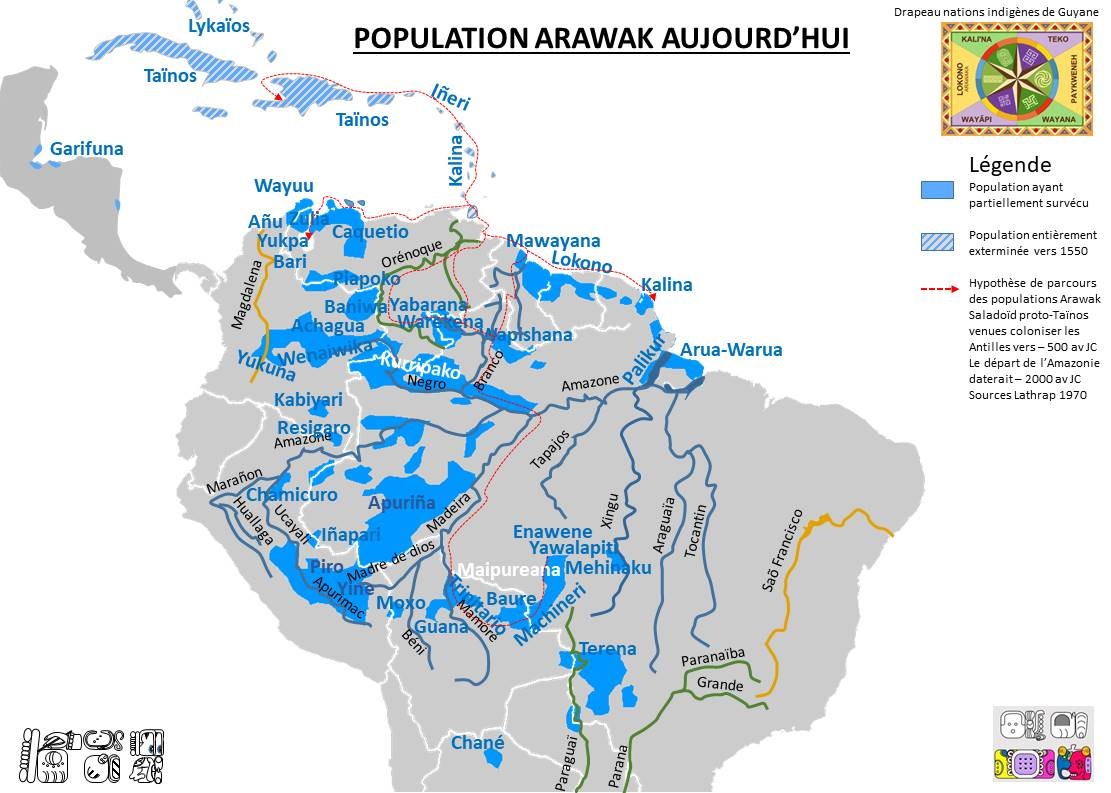
아라와크어족의 지리적 분포

아라와크어족 언어 중에는 사어가 되었거나 연구가 빈약한 것이 많아서 분류하기가 쉽지 않다. 그렇지만 대부분의 학자들이 인정하는 하위 분기군도 여럿 존재한다. 아라와크어족을 북아라와크어파와 남아라와크어파로 나누는 데 많은 학자들이 동의하지만, 모든 언어가 두 집단 중 하나에 속하리라는 보장은 없다. 다음 분기군 중 첫 세 개는 모든 학자가 인정한다.
- 카리브 아라와크어파 = 카리브 마이푸레어파, 타 아라와크어파, 타 마이푸레어파
- 아마존상류 아라와크어파 = 북아마존 아라와크어파 = 내륙 아라와크어파
- 중앙아라와크어파 = 파레시·싱구어파 = 파레시·와우라어파 = 중앙마이푸레어파
- 피로어파 = 푸루스어파
- 캄파어파 = 전(前)안데스 마이푸레어파

### Kaufman (1994)
다음의 잠정적인 분류는 Kaufman (1994:57-60)에 따른 것이다.
북마이푸레어파
- 아마존상류 마이푸레어파
- 해양
  - 아루안어 †
  - 와피샤나어파: 아토라다어, 마피디안어, 와피샤나어
  - 타 마이푸레어파
  - 팔리쿠르어파
    - 팔리쿠르어
    - 마라완어 †

남마이푸레어파
- 서남마이푸레어파
  - 아무에샤어
  - 차미쿠로어
- 중앙마이푸레어파
- 남부 외곽
  - 테레나어 (방언: 키니키나오, 테레나, 구아나, 차네)
  - 모호어군
    - 모호어
    - 바우레어
    - 파우나카어

  - 피로어파
- 캄파어파

여기에 더해 “아라와크어족이지만 마이푸레 계통이 아니거나 분류하기에는 자료가 너무 부족한”(Kaufman 1994: 58) 언어들로 다음이 있다.
- 셰바야어 †
- 라파추어 †
- 모리케어

“아라와크어족”으로 언급된 또다른 언어로 다음이 있다.
- 살루망어

위 언어를 모두 포함하면 아라와크어족에는 64개의 언어가 속하고, 그 중 다음 29개 언어는 사멸했다. 와이누마어, 마리아테어, 아나우야어, 아마리사나어, 유마나어, 파세어, 카위샤나어, 가루어, 마라와어, 기나오어, 야비테로어, 마이푸레어, 마나오어, 카리아이어, 와라이쿠어, 야바아나어, 위리나어, 아루안어, 타이노어, 칼리포나어, 마라완카리푸라어, 사라베카어, 쿠스테나우어, 이나파리어, 카나마레어, 셰바예어, 라파추어, 모리케어.

### Aikhenvald (1999)
언어와 방언의 구분, 이름 변경, 자료가 거의 없는 언어를 다루지 않은 것 등 사소한 차이를 제외하면, 아이헨발트의 분류가 코프먼과 다른 점은 남마이푸레어파의 ‘남부 외곽’ 분기군과 서남마이푸레어파를 더 잘게 쪼갰다는 것이다. 아이헨발트는 살루망어와 라파추어를 축소된 남부 외곽 분기군(‘남마이푸레어파’)로 분류하고, 아루안어와 팔리쿠르어를 묶되 북마이푸레어파의 ‘해양’ 분기군을 쪼개고, 북아마존 아라와크어파에 대해서는 유보적이다.
아래 분류에서는 아이헨발트의 용어 뒤에 대응하는 코프먼의 용어를 적었다.
북아라와크어파 = 북마이푸레어파
- 히우브랑코어파 = 코프먼의 와피샤나어파 (2)
- 팔리쿠르어파 = 코프먼의 팔리쿠르어파 + 아루안어 (3)
- 카리브 아라와크어파 = 타 마이푸레어파 (8)
- 북아마존 아라와크어파 = 아마존상류 마이푸레어파 (17)

남아라와크어파 및 서남아라와크어파 = 남마이푸레어파
- 남아라와크어파 = 테레나어 + 코프먼의 모호어군 + 살루망어 + 라파추어 (11)
- 파레시·싱구어파 = 중앙마이푸레어파 (6)
- 서남아라와크어파 = 피로어파 (5)
- 캄파어파 (6)
- 아무에샤어 (1)
- 차미쿠로어 (1)

아이헨발트는 코프먼이 미분류한 언어들을 모리케어를 제외하고 모두 분류하지만, 코프먼이 분류한 15개의 사어는 분류하지 않는다.

## 아라와크 대 마이푸레
1783년, 이탈리아 출신의 예수회 신부 필리포 살바토레 질리는 오리노코의 마이푸레어와 볼리비아의 모호어가 같은 어족에 속함을 발견하고, 여기에 ‘마이푸레어족’이라는 이름을 붙였다. 이후 Von den Steinen (1886)과 Brinten (1891)은 어족의 주요 언어인 가이아나의 아라와크어에서 따와 새로 ‘아라와크어족’이라는 이름을 붙였다.
오늘날 ‘아라와크어족’이라는 용어는 두 가지 의미로 쓰인다. 남미의 학자들은 필리포 질리가 발견한 어족만을 ‘아라와크’(Aruák)로 지칭한다. 반면 북미의 학자들은 마이푸레어족, 과히보어족, 아라와어족을 한데 묶은 확대 아라와크어족에 속하는 언어들을 ‘아라와크’라 부르기도 한다. 북미에서 ‘마이푸레어족’은 확대 아라와크어족과 대비되는 의미로 쓰이며, 같은 뜻으로 ‘핵심 아라와크어족’(core Arawak(an); Arawak(an) proper)이라는 용어를 사용하기도 한다.

## 음운론
언어마다 음운론의 차이가 크지만, Aikhenvald (1999)에 따르면 일반적인 아라와크어족 언어의 음소 목록을 다음과 같이 요약할 수 있다.
|        |             | 순음 | 치음 | 치경음 | 설단 경구개음 | 연구개음 | 성문음 |
| ------ | ----------- | ---- | ---- | ------ | ------------- | -------- | ------ |
| 파열음 | 유성음      | (b)  | d    |        |               | ɡ        |        |
| 파열음 | 무성음      | p    | t    |        |               | k        | (ʔ)    |
| 파열음 | 무성 유기음 | (pʰ) | (tʰ) |        |               | (kʰ)     |        |
| 파찰음 | 파찰음      |      |      | ts     | tʃ            |          |        |
| 마찰음 | 마찰음      | (ɸ)  |      | s      | ʃ             |          | h      |
| 설측음 | 설측음      |      |      |        | l             |          |        |
| 전동음 | 전동음      |      |      |        | r             |          |        |
| 비음   | 비음        | m    |      | n      | ɲ             |          |        |
| 접근음 | 접근음      | w    |      |        | j             |          |        |

|        | 전설 | 중설 | 후설 |
| ------ | ---- | ---- | ---- |
| 고모음 | i iː | ɨ ɨː | u uː |
| 중모음 |      | e eː |      |
| 저모음 |      | a aː |      |

개별 언어의 음운론에 대한 상세한 설명은 Aikhenvald (1999) pp. 76–77를 참고하라.

## 형태론적 특징

### 유형론적 분류
아라와크어족 언어는 포합어이고 핵어표시 언어이다. 동사 형태론은 상당히 복잡하다. 명사 형태론은 그에 비해 단순하며 어족 전체에서 대체로 비슷하다. 아라와크어족 언어는 주로 접미사를 사용하며 접두사는 몇 개뿐이다.

### 양도가능/양도불능 소유
아라와크어족 언어는 대체로 양도가능 소유와 양도불능 소유를 구분한다. 아라와크어족 전체에 걸쳐 나타나는 특징 중 하나는 아라와크조어에서 /*-tsi/로 재구되는 접미사인데, 양도불능이고 반드시 소유자를 표시해야 하는 신체부위 명사에 붙어서 소유자를 표시하지 않아도 되도록 만들어 준다. 이 접미사는 한마디로 양도불능인 신체부위 명사를 양도가능 명사로 바꾸어 준다. 이 접사는 신체부위 명사에는 붙을 수 있지만 역시 양도불능인 친족명 명사에는 붙을 수 없다. 아래는 파레시어에서 가져온 예문이다.
| no-tiho  |
| 1SG-face |
| 내 얼굴  |
| tiho-ti         |
| face-ALIEN      |
| (누군가의) 얼굴 |

### 분류사
많은 아라와크어족 언어에는 분류사 체계가 있다. 분류사는 명사구 핵어의 의미적 범주를 표시하며, 명사구의 나머지 성분 대부분에 붙는다. 아래는 타리아나어에서 가져온 예문이다. 타리아나어에서는 핵어를 제외한 명사구의 모든 성분(형용사, 수사, 지시사, 소유대명사 등)과 그 절의 동사에 분류사가 붙어 명사구 핵어의 의미적 범주를 표시한다.
| ha-dapana    | pa-dapana    | pani-si         | nu-ya-dapana       | hanu-dapana  |
| DEM-CL:HOUSE | one-CL:HOUSE | house-NON.POSSV | 1SG-POSSV-CL:HOUSE | big-CL:HOUSE |
| heku                                          | na-ni-ni-dapana-mahka                                       |
| wood                                          | 3PL-make-TOPIC.ADVANCING.VOICE-CL.HOUSE-REC.PAST.NON.VISUAL |
| '나의 이 커다란 집 하나는 나무로 만들어졌다.' |                                                             |

### 동사에의 주어 및 목적어 표시
대부분의 아라와크어족 언어는 주어와 목적어를 동사에 표시하고, 이는 분열 자동사 정렬을 보인다. 자동사 및 타동사의 행위자적(agentive) 논항은 동사에 접두사로 표시되고, 자동사 및 타동사의 피행위자적(patientive) 논항은 동사에 접미사로 표시된다. 다음 예문은 이사나강 유역에서 쓰이는 바니와어에서 가져온 것으로, 아라와크어족의 전형적인 분열 자동사 정렬을 보여준다.
| ri-kapa-ni                          |
| 3SG.NFEM.AGENT-see-3SG.NFEM.PATIENT |
| '그가 그를/그것을 본다.'            |
| ri-emhani           |
| 3SG.NFEM.AGENT-walk |
| '그가 걷는다.'      |
| hape-ka-ni                    |
| be.cold-DECL-3SG.NFEM.PATIENT |
| '그것은 차갑다.'              |
동사에 주어·목적어를 표시하는 접사들은 아라와크어족 전체에 걸쳐 안정적으로 나타나므로 아라와크조어에서도 재구 가능하다. 아라와크조어에서의 형태는 다음 표처럼 추측된다.
|               | 접두사 (행위자 표시) |       | 접미사 (피행위자 표시) |      |
| 인칭          | 단수                 | 복수  | 단수                   | 복수 |
| 1             | nu- or ta-           | wa-   | -na, -te               | -wa  |
| 2             | (p)i-                | (h)i- | -pi                    | -hi  |
| 3NFEM         | ri-, i-              | na-   | -ri, -i                | -na  |
| 3FEM          | thu-, u-             | na-   | -thu, -u               | -na  |
| 비인칭        | pa-                  |       |                        |      |
| 비강조 행위자 | i-, a-               |       |                        |      |
| 피행위자 대용 |                      |       | -ni                    |      |

## 지리적 분포
아라와크어족은 언어 수로 따질 때 아메리카에서 두 번째로 큰 어족이다. (오토망게어족이 가장 크다.) 아라와크어족은 페루와 볼리비아의 안데스산맥 중부로부터 브라질의 아마존 분지를 거쳐 북쪽으로 남미 북해안의 수리남, 가이아나, 프랑스령 기아나, 베네수엘라, 트리니다드 토바고, 콜롬비아, 그리고 최북단으로는 니카라과, 온두라스, 벨리즈, 과테말라에 이르는 광대한 지역에 분포한다. 과거에는 아르헨티나와 파라과이에서도 아라와크어족 언어가 쓰였다.
아라와크 언어를 사용하는 집단들이 카리브해의 섬으로 이주하여 대앤틸리스 제도와 바하마에 정착했다. 사우스캐롤라이나의 쿠사보족과 콩거리족의 언어처럼 자료가 빈약한 몇몇 북미 언어들도 아라와크어족에 속했을 가능성이 있다.
흔히 도서 아라와크어(Island Arawak)라고 불리는 타이노어는 한때 쿠바, 히스파니올라섬, 푸에르토리코, 자메이카, 바하마 지역에서 쓰였다. 오늘날 이 지역에 살면서 영어나 스페인어를 사용하는 그들의 후손은 아직까지도 몇몇 타이노어 단어를 섞어 쓰고 있다. 타이노어에 관한 자료는 빈약하지만 아라와크에 속한다는 사실은 논란의 여지가 없다. 보다 잘 기록된 아라와크 언어 중 타이노어와 가장 가까운 친척은 콜롬비아의 고아히로어로 보인다. 일부 학자들은 고아히로족이 타이노족 피난민의 후손이라고 주장하지만 이 가설은 증명도 반증도 불가능해 보인다.
가리푸나어 혹은 ‘흑인 카리브어’(Black Carib)는 섬에서 쓰이는 아라와크 언어의 또다른 흥미로운 예이다. 가리푸나어는 아라와크, 카리브, 아프리카 사람들의 강제 이주와 혼합으로 탄생했다. 오늘날 온두라스, 니카라과, 과테말라, 벨리즈에서 약 195,800명이 가리푸나어를 사용한다고 추산된다.
오늘날 화자 수가 가장 많은 아라와크어족 언어들은 보다 최근에 등장한 ‘타 아라와크어파’(Ta-Arawakan)에 속하는데, 화자 수 30만 명의 와유어와 화자 수 10만 명의 가리푸나어가 그러하다. 그 다음은 캄파어파로, 화자 수 15,000-18,000 명의 아샤닌카어와 화자 수 18,000-25,000명의 아셰닌카어가 여기 속한다. 그 다음으로 널리 쓰이는 언어는 아마도 화자 수 만 명의 테레나어와 화자 수 6-8천 명의 야네샤어일 것이다.

## 참고 문헌
- Aikhenvald, Alexandra Y. (1999). The Arawak language family. In R. M. W. Dixon & A. Y. Aikhenvald (Eds.), The Amazonian languages. Cambridge: Cambridge University Press. ISBN 0-521-57021-2; ISBN 0-521-57893-0.
- de Goeje, C. H., (1928). The Arawak language of Guiana, Verhandelingen der Koninkljke Akademie van Wetenshappen te Amserdam, Ajdeiling Letterkunde, Nieuwe Reeks.
- Deniker, Joseph. (1900). The races of man: an outline of anthropology and ethnography.
- Garifuna. (2015). In M. P. Lewis, G. F. Simmons, & C. D. Fennig (Eds.), Ethnologue: Languages of the world (18th ed.). Dallas, TX: SIL International.
- Kaufman, Terrence. (1990). Language history in South America: What we know and how to know more. In D. L. Payne (Ed.), Amazonian linguistics: Studies in lowland South American languages (pp. 13–67). Austin: University of Texas Press. ISBN 0-292-70414-3.
- Kaufman, Terrence. (1994). The native languages of South America. In C. Mosley & R.E. Asher (Eds.), Atlas of the world's languages (pp. 46–76). London: Routledge.
- Nordhoff, Sebastian; Hammarström, Harald; Forkel, Robert; Haspelmath, Martin, eds. (2013). "Arawakan". Glottolog. Leipzig: Max Planck Institute for Evolutionary Anthropology.
- Rudes, Blair A. "Pre-Columbian Links to the Caribbean: Evidence Connecting Cusabo to Taino", paper presented at Language Variety in the South IIIconference, Tuscaloosa, AL, 16 April 2004.
- Walker, R. S., & Ribeiro, L. A. (2011). Bayesian phylogeography of the Arawak expansion in lowland South America. Proceedings of the Royal Society B: Biological Sciences, 278(1718), 2562–2567. doi:10.1098/rspb.2010.2579

## 추가 문헌
- Campbell, Lyle. (1997). American Indian languages: The historical linguistics of Native America. New York: Oxford University Press. ISBN 0-19-509427-1.
- Derbyshire, Desmond C. (1992). Arawakan languages. In W. Bright (Ed.), International encyclopedia of linguistics (Vol. 1, pp. 102–105). New Oxford: Oxford University Press.
- Migliazza, Ernest C.; & Campbell, Lyle. (1988). Panorama general de las lenguas indígenas en América (pp. 223). Historia general de América (Vol. 10). Caracas: Instituto Panamericano de Geografía e Historia.
- Payne, David. (1991). A classification of Maipuran (Arawakan) languages based on shared lexical retentions. In D. C. Derbyshire & G. K. Pullum (Eds.), Handbook of Amazonian languages (Vol. 3, pp. 355–499). Berlin: Mouton de Gruyter.
- Solís Fonseca, Gustavo. (2003). Lenguas en la amazonía peruana. Lima: edición por demanda.
- Zamponi, Raoul. (2003). Maipure, Munich: Lincom Europa. ISBN 3-89586-232-0.